# Beretta Laramie
El Beretta Laramie es un revólver de acción simple producido por Beretta de Italia. Está basado en el Smith & Wesson Modelo 3.
El Laramie tiene un seguro automático en el martillo que consiste en una barra deslizante. Después de cada disparo, la barra se posiciona automáticamente entre el martillo y el armazón, evitando un disparo accidental. La barra también bloquea el retén del cañón basculante y la rotación del tambor. El revólver se puede transportar con seguridad cuando el martillo está a medias, en esta posición el cilindro es capaz de girar y el cañón puede bascular para cargar o descargar.